# Wychwyt

Wychwyt Grahama w zegarze wahadłowym. Okresowe ciemnienie elementów kotwicy pokazuje czas, w którym zęby koła wychwytowego przekazują energię poprzez palety kotwicy na wahadło

Wychwyt – element mechanizmu zegarowego spełniający dwie podstawowe funkcje: 
- kontroluje ruch przekładni chodu poprzez blokowanie i zwalnianie obrotu koła wychwytowego o stały kąt w jednostce czasu równej jednemu impulsowi – wahnięciu wahadłowego lub balansowego regulatora chodu;
- przekazuje do regulatora chodu energię ze źródła napędu otrzymaną za pośrednictwem przekładni chodu i w ten sposób podtrzymuje jego ruch.

Ze względu na sposób działania wychwyty możemy podzielić na cofające, spoczynkowe i wolne. W wychwytach cofających i spoczynkowych przesuwanie się palety po zębach koła wychwytowego i związane z tym działanie siły tarcia trwa przez stosunkowo długi czas, podczas gdy w wychwytach wolnych czas ten jest zminimalizowany do bardzo krótkiego impulsu. 

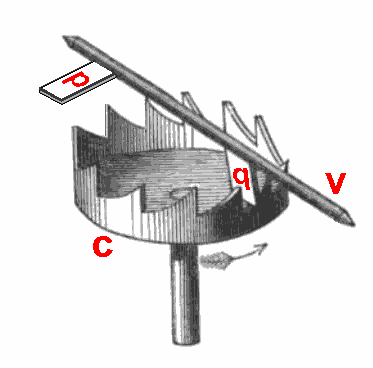
Wychwyt wrzecionowy. p-palety, v-oś, c-koło wychwytowe

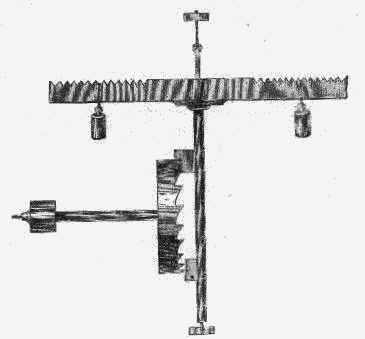
Wychwyt wrzecionowy z kolebnikiem

## Wychwyty cofające
Historycznie najstarszymi wychwytami są wychwyty cofające. Nazwa pochodzi stąd, że w pewnej fazie okresowego ruchu regulatora nacisk palety powoduje lekkie cofanie koła wychwytowego. Wychwyty te cechują się stosunkowo małą dokładnością. 

### Wychwyt wrzecionowy (szpindlowy)
Historycznie pierwszym wychwytem mechanicznym był wynaleziony prawdopodobnie w XIII wieku cofający wychwyt wrzecionowy (nazywany też łopatkowym lub szpindlowym, od niem. „spindel” = „wrzeciono”). Składa się z koła wychwytowego o nieparzystej liczbie zębów oraz ruchomej osi, na której znajdują się dwie palety. Oś połączona jest z regulatorem chodu, którym początkowo był tzw. „kolebnik”, czyli poziome ramie, na którego końcach zawieszone były dwa ciężarki. Kolebnik wykonywał okresowe obroty w płaszczyźnie poziomej o pewien kąt w lewo i w prawo. Zmieniając położenie ciężarków można było zmieniać moment bezwładności kolebnika, a co za tym idzie okres jego wahań. Regulator kolebnikowy był bardzo mało dokładny i ok. 1658 roku został zastąpiony przez wahadło (wynalazek ten przypisuje się Christiaanowi Huygensowi). Wychwyty łopatkowe były stosowane (również w zegarkach kieszonkowych z balansem jako regulatorem chodu) aż do połowy XIX wieku, kiedy to zostały ostatecznie wyparte przez nowocześniejsze i dokładniejsze wychwyty.
Najstarszym działającym zegarem z wychwytem wrzecionowym jest najprawdopodobniej zbudowany w 1386 roku zegar znajdujący się w katedrze w Salisbury w Anglii.

### Wychwyt hakowy

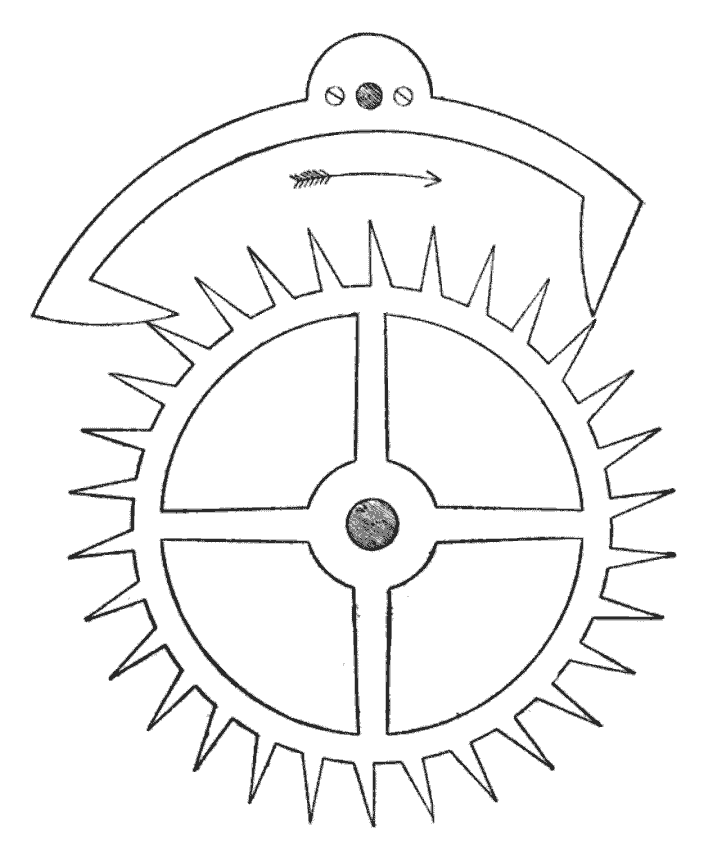
Wychwyt hakowy

Około 1660 roku Robert Hooke wynalazł cofający kotwicowy wychwyt hakowy. Zęby koła wychwytowego są w nim pochylone do tyłu w stosunku do kierunku obrotu, kotwica wykonana jest z odpowiednio ukształtowanego, pojedynczego kawałka stali. Jego istotną zaletą było to, że do pracy wymagał znacznie mniejszych kątów wychylenia wahadła, co zapewniało o wiele lepszy izochronizm niż w przypadku wychwytu wrzecionowego. Wychwyt ten rozpowszechnił się bardzo szybko i jest stosowany do dziś, najczęściej w tanich, popularnych zegarach wahadłowych. 
Jedną z modyfikacji wychwytu hakowego jest tzw. „wychwyt szwarcwaldzki”, w którym kotwica wykonana jest z odpowiednio ukształtowanego paska blachy stalowej z zaszlifowanymi końcami.

## Wychwyty spoczynkowe
Do wychwytów spoczynkowych zaliczany jest wychwyt Grahama, Brocota (może też być skonstruowany jako cofający), nożycowy, cylindrowy i wiele innych.

### Wychwyt Grahama
George Graham skonstruował około roku 1715 kotwicowy wychwyt spoczynkowy, którego zaletą jest to, że poruszające się palety kotwicy nie cofają koła wychwytowego a jedynie ślizgają się po jego zębach w fazie „spoczynku”, dzięki czemu chód zegara może być znacznie bardziej stabilny. Wychwyt Grahama jest powszechnie stosowany w większości domowych stojących i wiszących zegarów wahadłowych.

### Wychwyt cylindrowy

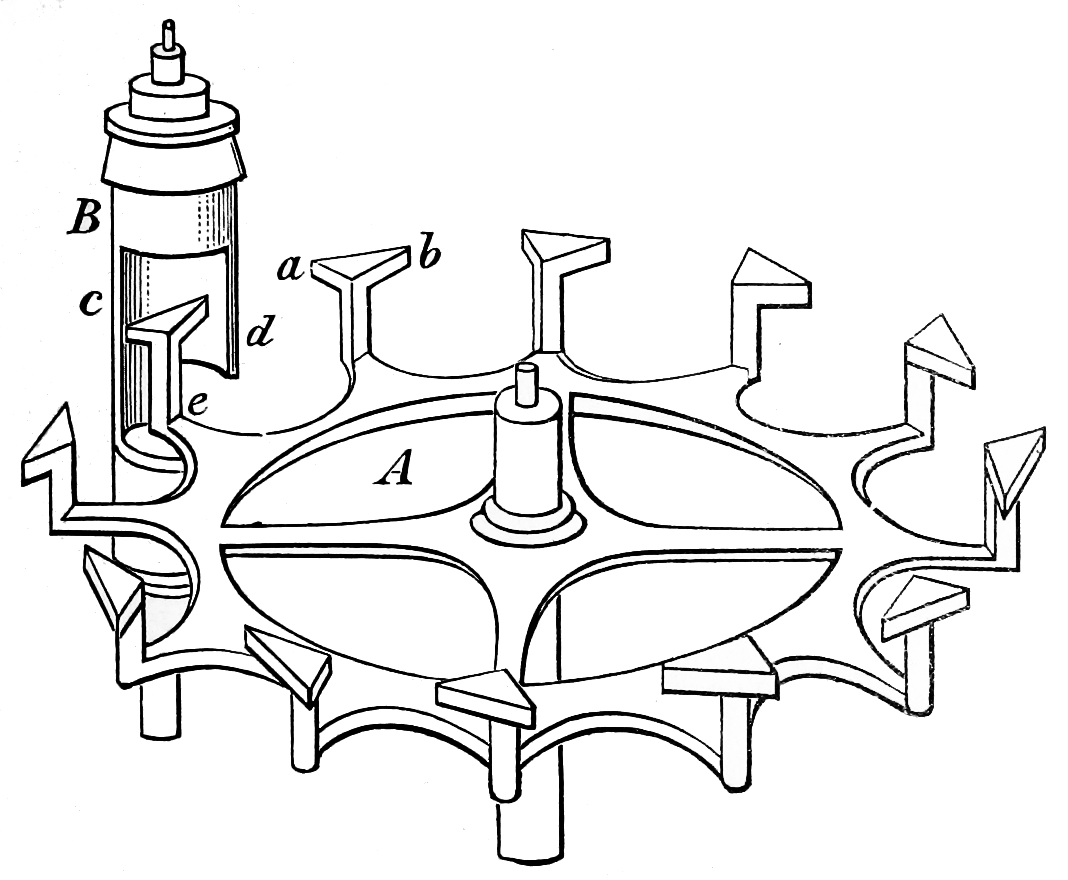
Wychwyt cylindrowy

Wychwyt wynaleziony w 1695 roku przez angielskiego zegarmistrza Thomasa Tompiona, następnie ok. 1720 roku udoskonalony przez Georga Grahama. Zęby koła wychwytowego współpracują w nim z obejmującym je obrotowym cylindrem, w którym znajduje się wycięcie. Oś cylindra połączona jest z regulatorem chodu (najczęściej kołem balansowym).

## Wychwyty wolne
W wychwytach wolnych czas ruchu palety względem zębów koła wychwytowego ograniczony jest do bardzo krótkich impulsów, dzięki czemu wychwyty te osiągają największą dokładność ze wszystkich wychwytów mechanicznych. Przykładem wychwytu wolnego może być wychwyt Strassera i Riefflera (stosowane w precyzyjnych zegarach astronomicznych), a także wychwyt chronometrowy, wychwyt szwajcarski i inne. 

### Wychwyt szwajcarski

Wychwyt szwajcarski

Wychwyt ten został wynaleziony w 1750 roku przez Thomasa Mudge i od XIX wieku jest powszechnie używany w większości zegarków naręcznych. W 1867 roku Georg Frederic Roskopf zaprojektował uproszczoną, znacznie tańszą w produkcji ale i mniej dokładną wersję tego wychwytu, znaną pod nazwą wychwytu Roskopfa. Stosowany jest on do dziś w tanich budzikach i czasomierzach kuchennych.

### Wychwyty Riefflera i Strassera

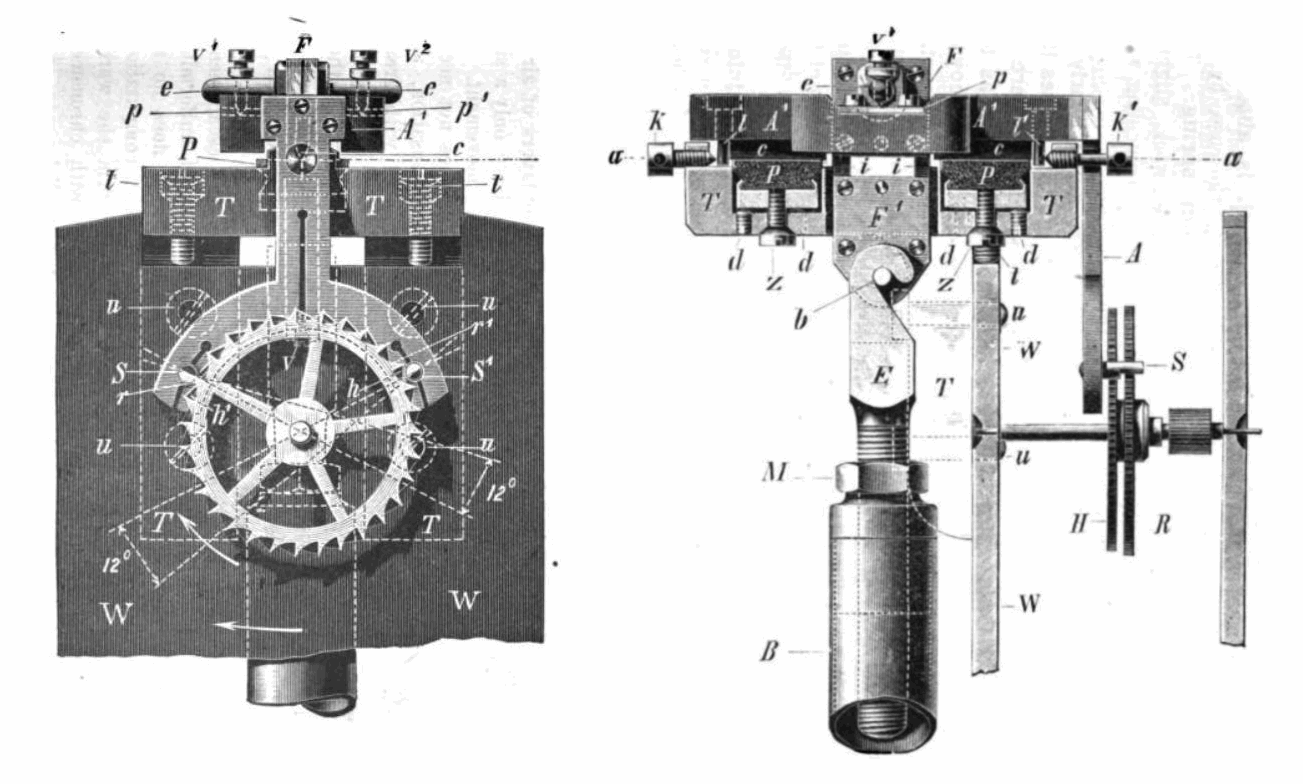
Wychwyt Riefflera

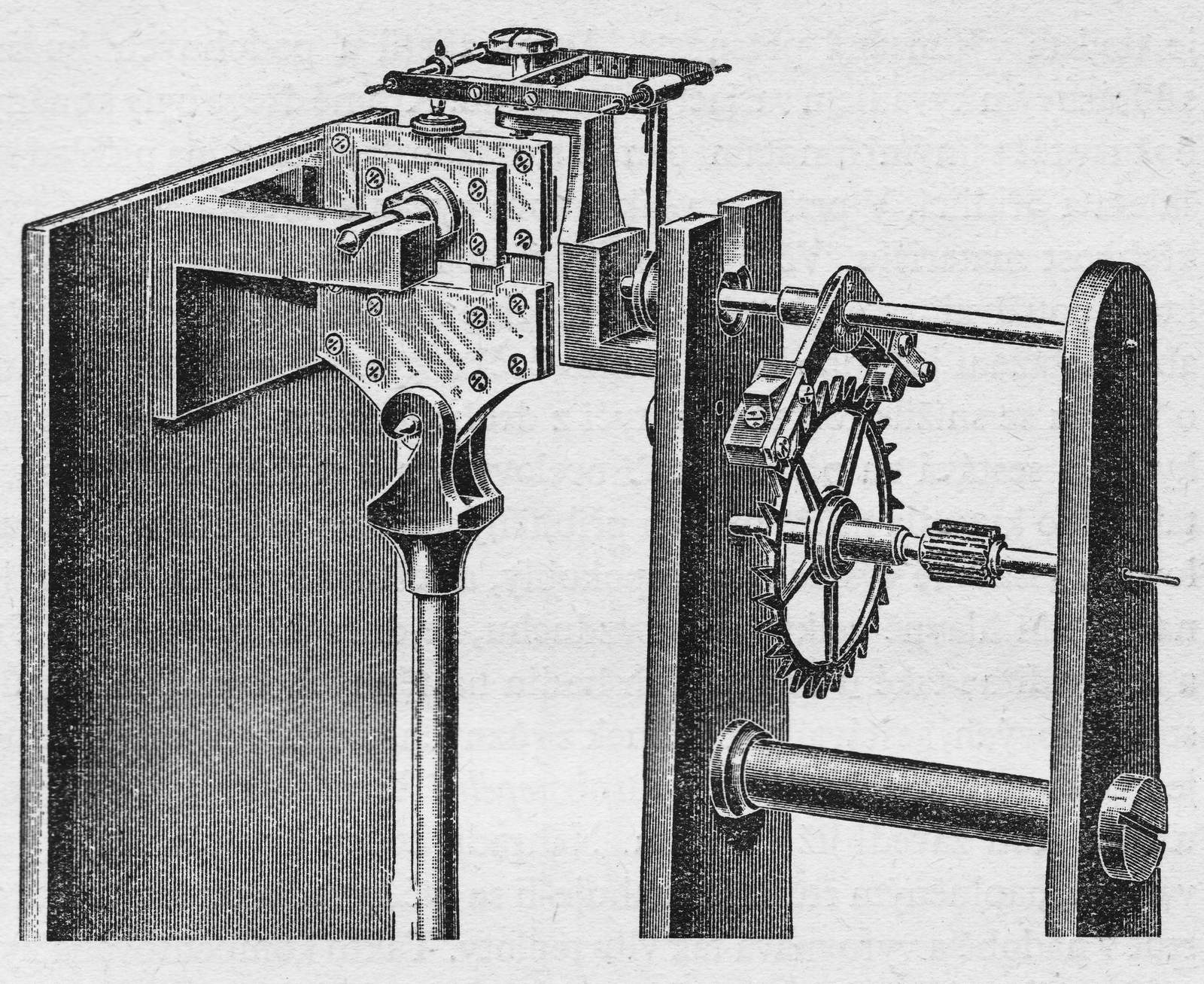
Wychwyt Strassera

Wychwyt Riefflera został skonstruowany i opatentowany w 1889 roku przez niemieckiego zegarmistrza Sigmunda Rieflera. Wychwyty te były stosowane wyłącznie w precyzyjnych zegarach astronomicznych, produkowanych aż do połowy XX wieku przez firmę Clemens Riefler. Zegary Rieflera obok zegarów Strassera były najdokładniejszymi zegarami mechanicznymi jakie kiedykolwiek zostały zbudowane (lepszą dokładność udało się osiągnąć dopiero w przypadku elektromechanicznego zegara Shortta). W wychwytach tych energia podtrzymująca ruch wahadła dostarczana jest do niego za pośrednictwem specjalnie ukształtowanej sprężynki zawieszkowej. 